# Евенкіт
Евенкіт — органічний мінерал. Суміш гомологів парафінових вуглеводнів. Уперше відкритий у Евенкії на Хавокиперських скелях (район р. Нижня Тунгуска) у 1953 році, через що і отримав таку назву.
У природі зустрічається у вигляді зерен. Може заповнювати пустоти кварцевих жил.